# Vemeníček zelený

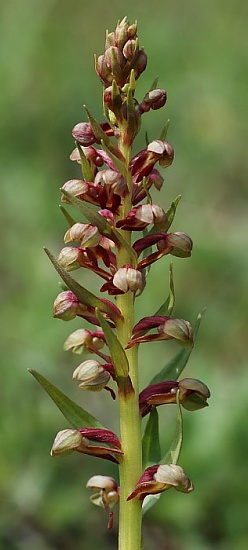
Květenství

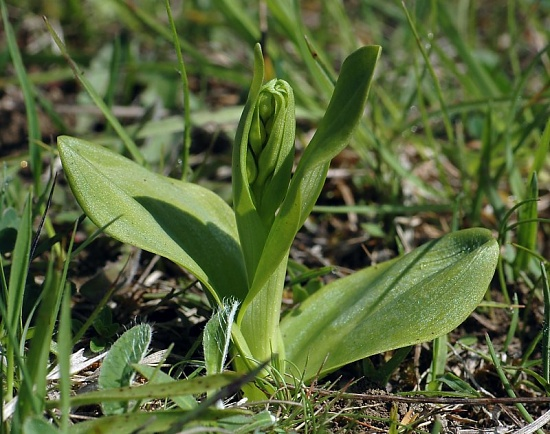
Rašící rostlina

Vemeníček zelený (Coeloglossum viride) je nízká vytrvalá bylina, luční orchidej z čeledi vstavačovitých, druh monotypického rodu vemeníček. V české krajině, kde je původním druhem, je rostlinou velmi vzácnou. Od poloviny 20. století se, následkem intenzifikace zemědělství a zvýšeným používáním průmyslových hnojiv, na většině lokalit značně snížily počty kvetoucích rostlin. Vemeníček zelený roste a vykvétá jen na několika místech a hrozí mu v české přírodě vyhynutí, byl proto na podporu záchrany zařazen v "Červeném seznamu cévnatých rostlin České republiky: třetí vydání" i ve "Vyhlášce MŽP ČR č. 395/1992 Sb. ve znění vyhl. č. 175/2006 Sb." mezi silně ohrožené druhy (C2t, §2).

## Taxonomie
Molekulární studie ukázaly, že rod vemeníček (Coeloglossum) je zanořen do monofyletického rodu prstnatec (Dactylorhiza), oba se sice morfologicky odlišují, je však mezi nimi jen malá divergence. Proto stránky "Catalogue of Life: 2019 Annual Checklist ITIS", stejně jako "The Plant List", přeřadily vemeníček zelený pod jménem Dactylorhiza viridis do rodu prstnatec.

## Rozšíření
Vemeníček zelený má rozsáhlý areál, vyskytuje se téměř ve všech evropských státech, od Islandu na severu po Itálii na jihu, od Španělska na západě po evropské Rusko na východě. V Asii se jeho areál rozkládá od západní Sibiře a Kavkazu přes Střední Asii, severozápad Číny a Mongolsko po ruský Dálný východ, Korejský poloostrov a Japonsko. Dále je původním druhem téměř v celé Severní Americe, od Aljašky přes západní i východní oblasti Kanady a převážnou část území Spojených států amerických až po hranici s Mexikem.
V České republice je větší koncentrace živých lokalit pouze na Šumavě a v Bílých Karpatech. Jinde roste jen vzácně, např. v Doupovských horách. Typickým stanovištěm tohoto konkurenčně slabého druhu jsou krátkostébelné louky na málo výživných půdách, které dnes zanikající po zrušení tradiční pastvy domácích zvířat a kosení trávy na seno. Dochází na nich k zapojování drnů, rozšiřování vzrostných bylin, vrstvení odumřelých travin a někdy bývalé pastviny dokonce zarůstají náletovými dřevinami.

## Ekologie
Roste na loukách a ve světlých lesích, převážně na kyselých půdách, v pásmu od pahorkatin přes podhůří až do subalpínského stupně v horách. Patří mezi druhy velmi citlivé na minerální hnojení, které je častou příčinou jeho vymizení. V horských oblastech se častěji objevuje vedle luk též po okrajích lesních cest a vřesovištích. Je geofyt rostoucí až do nadmořské výšky 2500 m n. m. a kvetoucí obvykle od druhé poloviny května do července. Rostliny nalézané ve střední Evropě mají ploidii 2n = 40, ostatní mívají 2n = 41 nebo 42.

## Popis
Vytrvalá, málo nápadná rostlina vysoká 5 až 25 cm, rostoucí z protáhlé hlízy, dlanitě dělené do dvou až tří úzce vřetenovitých části. Lodyha je přímá, lysá a bývá porostlá třemi až pěti šikmo vzhůru odstálými, střídavě vyrůstajícími listy. Čepele listů jsou přisedlé, celistvé, sivozelené, dlouhé 5 až 12 a široké 2 až 5 cm, dolní jsou vejčité a větší, horní kopinaté a menší.
Květenství je úzce válcovitý, 3 až 15 cm dlouhý klas s pěti až dvaceti pěti zelenými či žlutozelenými květy, které někdy bývají nachově naběhlé. Spodní listeny klasu jsou delší než květy, směrem k vrcholu se postupně zmenšují. Květy jsou oboupohlavné, slabě vonné a produkují nektar. Vnější okvětní plátky spolu se dvěma postranními vnitřními jsou skloněné a vytvářejí uzavřenou přilbu. Pysk směřující dolů je obkopinatý, až 1 cm dlouhý, jazykovitý a trojlaločný, střední lalok je kratší. Ostruha je krátká a vydutá, sloupek úzký a brylky pylu jsou nazelenalé, semeník je přisedlý a zkroucený. Tyčinka s prašníkem je jedna, čnělka má dvoulaločnou bliznu. Květy opyluje hmyz, při hledání a sání nektaru se na jeho tělo přilepí brylky pylu.
Plod je zelená, ve zralosti hnědá, asi 1 cm dlouhá a 0,5 cm široká tobolka s množstvím drobných semen bez endospermu. Protože jsou i velmi lehká, dobře je po otevření tobolky rozptyluje vítr.

## Rozmnožování
Rostlina se rozmnožuje výhradně semeny, která ale neobsahují živiny nutné pro vytvoření semenáčku. Semena proto úspěšně vyklíčí jen po propojení s myceliem mykorhizní houby, od které čerpají potřebné živiny. Po vytvoření listů a spuštění fotosyntézy si nová rostlina již získává potřebné látky sama.